# Amity Island
Amity Island är en fiktiv ö i USA, och den plats på vilken filmerna om Hajen utspelar sig. Amity är en idyllisk plats med stora attraktiva badstränder och är en populär turistort. Deras främsta turistattraktion är badstranden. Även gatorna och husen ger ett mysigt och idylliskt intryck. Amity har ett problem. Det finns en stor vithaj som äter upp människor. Problemet blir inte heller bättre av att Amitys politiker vägrar inse faran utan försöker ignorera riskerna och få folk att bada trots den stora faran för hajen.
Scenerna från Amity är inspelade på ön Martha's Vineyard. I verkligheten finns en ö med samma namn i Kanada i provinsen Newfoundland och Labrador, men har förutom namnet inget med filmen att göra.